# Léonard III Tocco
Léonard ou Lionardo III Tocco fut le dernier comte palatin de Céphalonie, d'Ithaque et de Zante, duc de Leucade et despote d'Épire (c'est-à-dire d'Arta), de 1448 à  1479/1499.

## Biographie
Léonard ou Leonardo III Tocco est le fils de Carlo II Tocco, comte de Céphalonie et Zante, duc de Leucade et souverain d'Épire, et de Ramondina de Ventimiglia. À la mort de son père en octobre 1448, Leonardo lui succède dans ses titres et possessions. Il ne règne toutefois en Épire à partir d'Arta que jusqu'au 24 mars 1449, quand la cité est conquise par l'Empire ottoman.
Ses possessions continentales se limitent désormais à trois forteresses et Léonardo s'installe à 
Angelokastro en Étolie. En 1460, cette ville est également prise par les Turcs, qui ne laissent comme seule possession à Leonardo que Vonitsa ce qui l'incite à se retirer dans ses îles.  
Le 1er mai 1463 Leonardo épouse sa première femme Milica de Serbie. Elle est la fille de Lazare Brankovic et Hélène Paléologue de Morée Milica meurt en donnant naissance à leur fils dès 1464. 
En 1477, Leonardo se marie une seconde fois avec Francesca Marzano, une petite-fille illégitime du roi Alphonse de Naples. Selon William Miller, Leonardo estime à cette époque que la république de Venise n'étendra pas sa protection à son royaume, et que cette seconde union lui permettra de renforcer ses liens  avec la maison souveraine du royaume de Naples afin de s'assurer de son appui. Malheureusement, Venise ne souhaitait pas voir l'influence napolitaine s'étendre dans les îles ioniennes et ce mariage lui aliène les Vénitiens. Les Ottomans saisissent ce prétexte pour envahir son royaume et s'emparent de Vonitsa puis de Céphalonie, Leucade, et Zante en 1479 ; Leonardo ne tente pas de résister et se réfugie avec ses trésors, son épouse et ses trois enfants à Tarente, puis à Naples où il est investi de plusieurs fiefs par le roi Ferdinand Ier. 
Il meurt en 1499.

## Unions et postérité
De son union avec Milica de Serbie, Leonardo a un fils unique :
- Carlo III Tocco (1464-1518), qui succède à son père comme souverain titulaire d'Épire.

Avec Francesca Marzano, il a cinq enfants, dont on ignore l'ordre de naissance :
- Hippolyta Tocco ;
- Leonora Tocco, religieuse ;
- Maria Tocco, épouse Pietro Talamanca ;
- Ramondina Tocco, épouse Antonio Maria Pic della Mirandole[7] ;
- Pietro Tocco, considéré comme le cadet.

Leonardo a également un fils illégitime, Ferrante Tocco (m. 1535). Selon Miller, Ferrante devient l'ambassadeur espagnol à la cour d'Henri VII d'Angleterre en 1506. Benedetto Tocco (espagnol : Benito), un fils de Ferrante, sera  évêque de Girone de 1572 à 1583 puis également évêque de 
Lleida de 1583 à sa mort en 1585.